# IFAFアメリカンフットボール世界選手権
IFAFアメリカンフットボール世界選手権（英: IFAF World Championship of American Football）またはIFAFワールドカップ（英: IFAF World Cup）は、国際アメリカンフットボール連盟(IFAF) が主催する、ナショナルチームによるアメリカンフットボールの世界選手権大会である。
大会創設時はアメリカンフットボール・ワールドカップ (American Football World Cup, IFAF World Cup) という名称だったが、第4回大会から現在の名称に大会名が改称された。

## 概要
第1回（1999年）および第2回大会（2003年）はいずれも日本代表が優勝した。ただし、本場であるアメリカ代表はこの2大会とも参加していなかった。アメリカ代表が初参加した第3回大会（2007年、川崎市）では、延長戦で日本を制したアメリカ代表が初優勝を遂げた。なお、この大会のアメリカ代表はNFLに所属するプロは含まれておらず大学生などアマチュア主体のチーム構成であり、Xリーグの選手が主体のフル代表で望んだ日本代表とはチーム構成が異なる。
第5回大会（2015年）は当初スウェーデンで開催予定だったが、開幕まで約半年に迫った2014年末になって、急遽スウェーデン協会が開催を断念。理由はスポンサー不足であった。主催者のIFAFは代替地としてアメリカでの開催を決定、実質責任者である当時のIFAF会長は休職となった（後に辞任）。この一連の騒動がきっかけとなり、IFAF加盟国間で新会長支持派（北中米、日本、オセアニアなど）と前会長支持派（ヨーロッパ、中東などの一部）の対立が激化し、一時は双方の派閥がそれぞれ別にIFAF総会を開催する事態にまで発展した。最終的に前会長側が提起した地位確認訴訟をスポーツ仲裁裁判所が退けたことにより、3年余りに及ぶ分裂状態は新会長派の勝利に終わったが、2019年に行われるはずの第6回大会はこの件が尾を引き、多くの加盟国が参加できる状態にないとの意見を出したため、4年後に延期（事実上の中止）されることになった。

## 結果

### 大会結果
| 開催年            | 開催国         |                | 決勝         | 決勝     | 決勝         |        | 3位決定戦    | 3位決定戦 | 3位決定戦 |  | チーム数 |
| 開催年            | 開催国         | 優勝           | スコア       | 準優勝   | 3位          | スコア | 4位          |           |           |  | チーム数 |
| 1999年 （英語版） | イタリア       | 日本           | 6–0 (OT)     | メキシコ | スウェーデン | 38–13  | イタリア     | 6         |           |  |          |
| 2003年 （英語版） | ドイツ         | 日本           | 34–14        | メキシコ | ドイツ       | 36–7   | フランス     | 4         |           |  |          |
| 2007年 （英語版） | 日本           | アメリカ合衆国 | 23–20 (2 OT) | 日本     | ドイツ       | 7–0    | スウェーデン | 6         |           |  |          |
| 2011年 （英語版） | オーストリア   | アメリカ合衆国 | 50–7         | カナダ   | 日本         | 17–14  | メキシコ     | 8         |           |  |          |
| 2015年 （英語版） | アメリカ合衆国 | アメリカ合衆国 | 43-18        | 日本     | メキシコ     | 20–7   | フランス     | 7         |           |  |          |
| 2025年 （英語版） | オーストラリア |                |              |          |              |        |              |           |           |  |          |

### 開催実績
| 開催年 | 決勝戦開催都市 | 決勝戦会場                                         | 試合数 | 総 入場者数 | 1試合平均 入場者数 |
| ------ | -------------- | -------------------------------------------------- | ------ | ----------- | ------------------ |
| 1999年 | パレルモ       | ―                                                  | 18     | ―           | ―                  |
| 2003年 | フランクフルト | ヘルベルト・ドレーゼスタジア                       | 8      | ―           | ―                  |
| 2007年 | 川崎           | 等々力陸上競技場                                   | 9      | 39,312      | 4,368              |
| 2011年 | ウィーン       | エルンスト・ハッペル・シュターディオン             | 16     | 98,456      | 6,153              |
| 2015年 | カントン       | トム・ベンソン・ホール・オブ・フェイム・スタジアム | 12     | 5,750       | 479                |
| 2025年 | ドイツ         |                                                    |        |             |                    |

## 統計

### 代表国別結果
| 国             | 1999年 (6) | 2003年 (4) | 2007年 (6) | 2011年 (8) | 2015年 (7) |
| -------------- | ---------- | ---------- | ---------- | ---------- | ---------- |
| オーストラリア | 5位        | –          | –          | 8位        | 5位        |
| オーストリア   | –          | –          | –          | 7位        | –          |
| ブラジル       | –          | –          | –          | –          | 7位        |
| カナダ         | –          | –          | –          | 2位        | –          |
| フィンランド   | 6位        | –          | –          | –          | –          |
| フランス       | –          | 4位        | 6位        | 6位        | 4位        |
| ドイツ         | –          | 3位        | 3位        | 5位        | –          |
| イタリア       | 4位        | –          | –          | –          | –          |
| 日本           | 1位        | 1位        | 2位        | 3位        | 2位        |
| メキシコ       | 2位        | 2位        | –          | 4位        | 3位        |
| 韓国           | –          | –          | 5位        | –          | 6位        |
| スウェーデン   | 3位        | –          | 4位        | –          | –          |
| アメリカ合衆国 | –          | –          | 1位        | 1位        | 1位        |

### ランキング
| 順位 | 国             | 優勝                        | 準優勝              | 3位                 | 4位                 |
| ---- | -------------- | --------------------------- | ------------------- | ------------------- | ------------------- |
| 1位  | アメリカ合衆国 | 3（2007年、2011年、2015年） | –                   | –                   | –                   |
| 2位  | 日本           | 2（1999年、2003年）         | 2（2007年、2015年） | 1（2011年）         | –                   |
| 3位  | メキシコ       | –                           | 2（1999年、2003年） | 1（2015年）         | 1（2011年）         |
| 4位  | カナダ         | –                           | 1（2011年）         | –                   | –                   |
| 5位  | ドイツ         | –                           | –                   | 2（2003年、2007年） | –                   |
| 6位  | スウェーデン   | –                           | –                   | 1（1999年）         | 1（2007年）         |
| 7位  | フランス       | –                           | –                   | –                   | 2（2003年、2015年） |
| 8位  | イタリア       | –                           | –                   | –                   | 1（1999年）         |